# Freetown
Freetown Sierra Leone fővárosa Nyugat-Afrikában.

## Földrajz
Nyugat-Afrika erősen tagolt, csipkézett atlanti partvidékén, a Sierra Leone-félsziget északi oldalán fekszik. Dél felől 1000 méter magasságú hegyek övezik.

### Éghajlat
Freetown éghajlata egyenlítői. A novembertől április közepéig tartó szárazabb és az áprilistól novemberig tartó esős, párás, fülledt évszak különíthető el egymástól.
Az évi középhőmérséklet 28 Celsius-fok, az átlagos csapadékmennyiség meghaladja a 3600 mm-t is.
| Hónap                         | Jan. | Feb. | Már. | Ápr. | Máj. | Jún. | Júl. | Aug. | Szep. | Okt. | Nov. | Dec. | Év   |
| ----------------------------- | ---- | ---- | ---- | ---- | ---- | ---- | ---- | ---- | ----- | ---- | ---- | ---- | ---- |
| Rekord max. hőmérséklet (°C)  | 33,0 | 34,0 | 35,0 | 35,0 | 34,0 | 33,0 | 32,0 | 31,0 | 32,0  | 33,0 | 34,0 | 32,0 | 35,0 |
| Átlagos max. hőmérséklet (°C) | 29,9 | 30,3 | 30,9 | 31,2 | 30,9 | 30,1 | 28,7 | 28,4 | 29,0  | 29,9 | 30,1 | 29,7 | 29,9 |
| Átlagos min. hőmérséklet (°C) | 23,8 | 24,0 | 24,4 | 24,8 | 24,4 | 23,6 | 23,1 | 23,0 | 23,1  | 23,4 | 24,0 | 24,1 | 23,8 |
| Rekord min. hőmérséklet (°C)  | 20,0 | 21,0 | 21,0 | 21,0 | 21,0 | 20,0 | 21,0 | 20,0 | 21,0  | 19,0 | 20,0 | 19,0 | 19,0 |
| Átl. csapadékmennyiség (mm)   | 3    | 3    | 12   | 47   | 177  | 323  | 734  | 791  | 484   | 265  | 87   | 16   | 2942 |
| Havi napsütéses órák száma    | 226  | 217  | 232  | 207  | 189  | 153  | 102  | 86   | 126   | 186  | 204  | 161  | 2089 |
| Forrás: HKO                   |      |      |      |      |      |      |      |      |       |      |      |      |      |

## Története

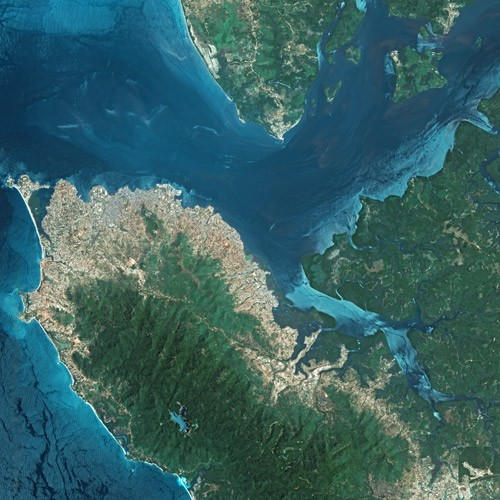
Freetown látképe az űrből

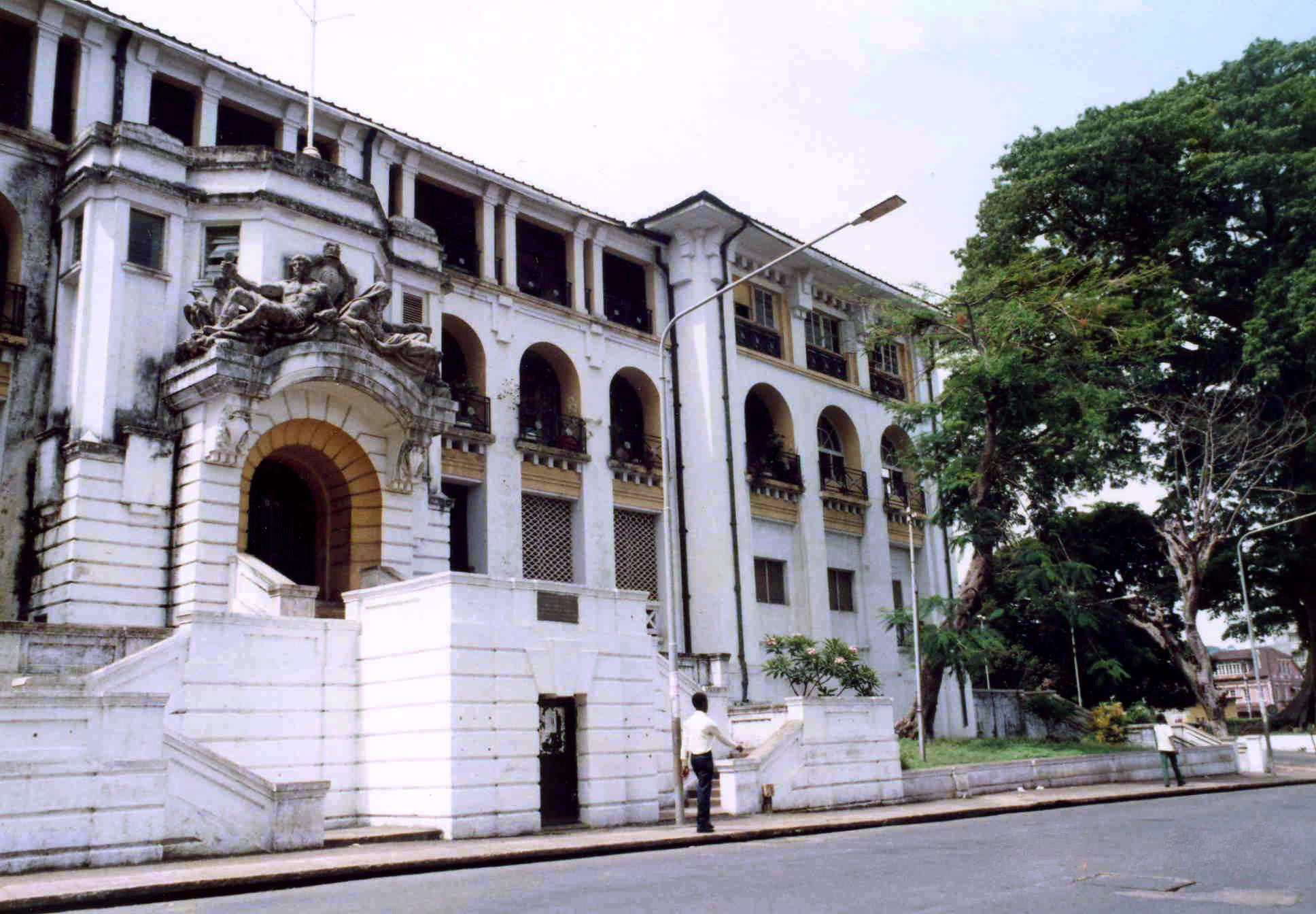
Freetown

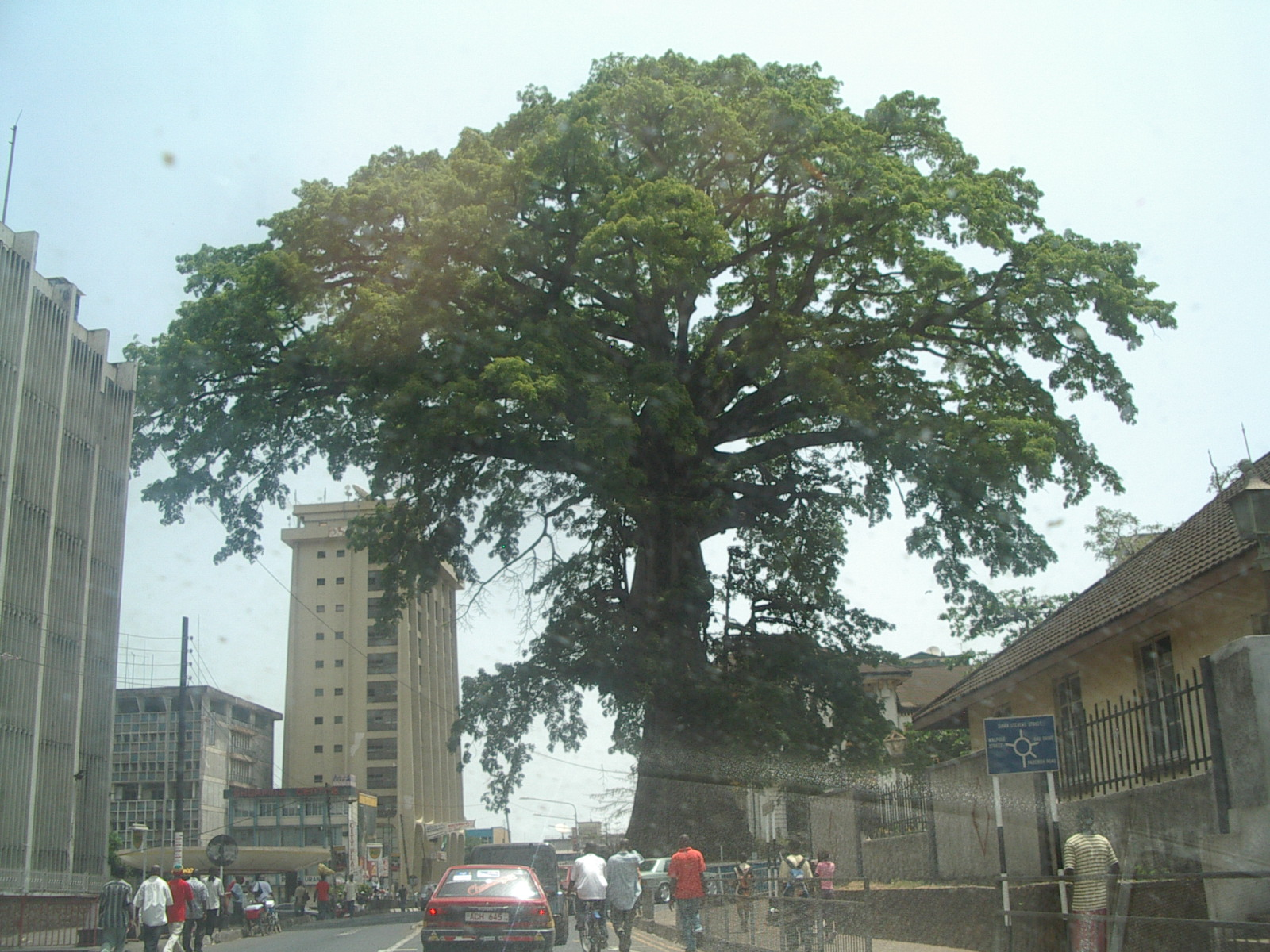
Freetown, utcarészlet

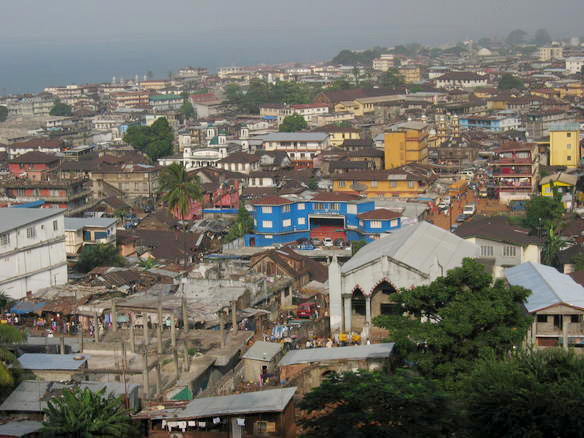
Freetown látképe

A főváros, Freetown nevének jelentése: "szabad város". A Sierra Leone-i partvidéket és Freetownt is a Karib-térségből visszatelepített felszabadított afrikai rabszolgák népesítették be.
Az első betelepítéskor az 1787-ben alapított Granwille Town-ból a helyi, bennszülött temnéknek még sikerült elűzniük a visszatelepítetteket. Az 1792-es újabb betelepítés azonban már sikeres volt, ekkor kapta a város mai nevét is.
1808-ban gyarmatosították az angolok Sierra Leonét, és 1888-ig időnként Ghánával és Gambiával közösen kormányozták.
A 19. század elején a britek Nyugat-Afrika egyik fontos kikötőjévé fejlesztették Freetownt, ezzel megnőtt a város jelentősége is.
1818-ban itt hozták létre a rabszolga-kereskedelem elleni nemzetközi bíróságot.
1896-tól a brit protektorátus közigazgatási központja.
1961-től Freetown a független Sierra Leone fővárosa.

## Gazdasága
Freetown az ország legfontosabb gazdasági- és kereskedelmi központja. Az ipari üzemek száma itt csekély, ezek főleg keleten, Wellington peremvárosában tömörülnek.
Az 1980-as évek végén iparát hajójavító üzem, fűrésztelep, cement-, szappan-, sör- és cipőgyár, textilüzem, valamint kőolajfinomító képviselte.
A mezőgazdasági termékeket feldolgozó ágazatai közül a legfejlettebb a halászat, a dohánygyár, pálmaolajüzem és a rizshántoló.
Van nagy forgalmú, természetes kikötője. Az ország nemzetközi repülőtere a Lungi nemzetközi repülőtér, ahová Freetownból komppal, vízibusszal vagy helikopterrel lehet eljutni, mivel az öböl északi oldalán van.
Az ország belső úthálózata a polgárháborús évek után lassan fejlődésnek indul, több jelentős útvonal kiépítése fejeződött be az utóbbi években, és több folyamatban van.
Az országban vasúti közlekedés nincs, a vasútvonalakat az 1960-as években felszámolták.

## Oktatás
Egyeteme, a University of Sierra Leone mérnöki és alkalmazott tudományokkal foglalkozik, köztük tengerbiológiával és oceanográfiával. Orvosi és mezőgazdasági kara is van. A város központi könyvtára mintegy 80 000 kötettel rendelkezik.

## Nevezetességek
- Nemzeti Múzeum - történeti, néprajzi és régészeti gyűjteményt mutat be.

## Közlekedés
A városon belül kisebb távolságokra taxival lehet közlekedni. A közeledő taxisnak a potenciális utas az út széléről bekiabálja az úticélját. A taxis vagy megáll, vagy nem. A taxiban nincs taxióra, így az utas és a taxis indulás előtt megalkudnak a fuvardíjban. 
A poda-poda nevű jármű hosszabb utakra vehető igénybe.
Gyakori a hosszan tartó közlekedési dugó.

## Turizmus
Az Ecowas országainak lakosain kívül mindenki számára kötelező a vízum az országba való belépés előtt. Az ország viszonylag biztonságosnak számít a külföldiek számára. Gyakori az áramkimaradás.
A Freetown belterületén elhelyezkedő Lumley Beach-et tartják az egyik legszebbnek Nyugat-Afrikában. Fürdőzésre azonban nem tanácsos használni, tekintettel a környezeti állapotokra. Erre a Freetowni félsziget mentén sorakozó, a városból autóval egy órán belül elérhető 6-8 kiváló tengerparti strand alkalmasabb. Ilyenek a Lakka beach, Sussex beach, River Number 2 beach, Burrey beach, Tokey beach, Mamma beach.
A város sok modern szállodával rendelkezik, köztük luxushotelekkel is.
A vendéglátóhelyek száma nagy, színvonaluk változó.
A város Európából közvetlen repülőjárattal is elérhető (például Brüsszelből vagy Londonból). Repülővel több afrikai nagyvárosba is lehet utazni.